# Петер Ернст I фон Мансфелд
Петер Ернст I фон Мансфелд-Фордерорт (на немски: Peter Ernst I von Mansfeld-Vorderort; * 12 август 1517 в дворец Хелдрунген; † 23 май 1604 в Люксембург-Клаузен) е граф на Мансфелд-Фордерорт, господар от 1594 г. княз на Мансфелд-Фридебург, и испански фелдмаршал в Нидерландия (от 1572), също щатхалтер на испанската корона в Люксембург (1581 – 1706) и за две години щатхалтер в Испанска Нидерландия (1592 – 1594).
Той е по-малък син на граф Ернст II фон Мансфелд-Фордерорт (1479 – 1531) и втората му съпруга графиня Доротея фон Золм-Лих (1493 – 1578), дъщеря на граф Филип фон Золмс-Лих (1468 – 1544) и графиня Адриана фон Ханау (1470 – 1524). Той има общо двадесет и един братя и сестри.
Брат е на Йохан Гебхард I († 1562), архиепископ на Кьолн (1558 – 1562), Йохан Георг I (1515 – 1579), граф на Мансфелд-Айзлебен, Йохан Хойер II (1525 – 1585), граф на Мансфелд-Артерн, Йохан Албрехт VI фон Мансфелд-Арнщайн (1522 – 1586), и на Йохан Ернст I (1527 – 1575), граф на Мансфелд-Хелдрунген.
На 14 години Петер Ернст I фон Мансфелд отива за възпитаване в унгарския кралски двор. През 1535 г. той участва в похода на император Карл V против османския окупиран Тунис. След това той прави военно-политическа кариера на императорска служба.
1545 – 1604 г. той е щатхалтер на испанската корона в Люксембург и 1592 – 1594 г. на испанската корона в Нидерландия. През 1545 г. Филип II (тогава още регент) го прави рицар на златното руно. През
1572 г. Мансфелд е номиниран за фелдмаршал на испанската войска в Нидерландия.
От благодарност за неговата дългогодишна лоялност към католическата императорска фамилия на 4 март 1594 г. император Рудолф II го издига на имперски княз на Свещената Римска империя. След три години на 80 години той се оттегля от всички обществени задължения.
Мансфелд създава сбирка на изкуството. През 1563 г. той започва строежа на своя дворец Ла Фонтен пред портите на Люксембург – също наричан Пале (де) Мансфелд или майн Пфафендал. Там той събира множество антични произведения на изкуството и скъпоценни картини. Той завещава двореца и сбирката си на испанския Хабсбург Филип III и на Изабела Испанска. Дъщеря му Поликсена успява да получи (и нейните деца) чрез съд една част от инвентара. Пет години след смъртта му произведенията му на изкуството се пренасят в Ротердам и от там в Испания.

## Фамилия
Петер Ернст I фон Мансфелд-Фордерорт се жени за Маргарета фон Бредероде († 31 май 1554), втори път на 27 януари 1539 г. за Мари дьо Монморанси († 5 февруари 1570), и трети път за Анна фон Бенцерат.
Той има децата:
- Фридрих (* 1542; † 26 април 1559)
- Карл (* 1545; † 14 август 1595), от 1594 г. княз на Мансфелд, императорски командир в Унгария, женен два пъти
- Йохан († 1575)
- Поликсена († между 17 септември 1591 и 20 декември 1602), омъжена
- Филип Октавиан Август Зигисмунд (* 18 юни 1564; † 10 (юни/юли) 1591)
- Доротея († 1595), омъжена 1578 г.
- Петер Ернст II (* 1580; † 29/30 ноември 1626) от Анна фон Бенцерат, генерал и военачалник
- Филип
- Антониус
- Ернст (Млади)
- Карл (III) (* 1590; † сл. 1653), не признат за брачно дете, господар на Бартринген и Щрасен
- Анна, господарка на Бартринген и Щрасен († сл. 1653)
- Филип (* септември 1603; † сл. 1623), извънбрачен, но признат
- Райнхард (Ренод)
- Кристина